# Louis XI của Pháp
Louis XI le Prudent (3 tháng 7 năm 1423 – 30 tháng 8 năm 1483), được gọi là Thận trọng, là một quốc vương của Nhà Valois, người cai trị nước Pháp từ năm 1461 đến 1483. Ông đã kế vị cha là Charles VII.
Là vị vua tài ba, Louis XI đã tái thiết lại đất nước sau cuộc chiến tranh 100 năm tàn khốc. Ông quyết tấm xây dựng một nước Pháp thịnh vượng, thống nhất và trấn áp những người đứng đầu một địa phương có thế lực như Công tước Bourgogne. Năm 1480, gần như toàn bộ lãnh thổ nước Pháp đều nằm dưới quyền trị vì của nhà vua.
Một Thái tử  Pháp lầm lỗi và không vâng lời, Louis bước vào cuộc nổi dậy công khai chống lại cha mình trong một cuộc nổi loạn ngắn ngủi gọi là Praguerie (1440). Nhà vua đã tha thứ cho các chư hầu nổi loạn của mình, trong đó có Louis, người mà ông giao phó việc quản lý Thái tử, sau đó một tỉnh ở miền Đông Nam nước Pháp.Tuy nhiên,  Louis mưu đồ không ngừng, do cha ông để trục xuất ông khỏi chỗ ở. Từ Dauphiné, Louis đã thành lập hướng chính trị của riêng mình và kết hôn với Charlotte của Savoy, con gái của Louis, Công tước của Savoy, chống lại ý muốn của cha mình. Charles VII đã đưa 1 đội quân đến để buột con trai mình theo ý mình, nhưng Louis trốn sang Bourgogne, nơi ông đã được tổ chức bởi Philip the Good, Công tước xứ Bourgogne, kẻ thù lớn nhất của Charles.
Khi Charles VII chết vào 1461, Louis rời Bourgogne để chiếm lấy vương quốc của cha. Phong cách của ông cho âm mưu và hoạt động ngoại giao mãnh liệt mang lại cho ông biệt danh Xảo quyệt.Vào năm 1472, Công tước kế tiếp của Bourgogne, Charles the Bold, cầm vũ khí chống lại Louis. Tuy nhiên, Louis đã có thể cô lập Charles từ các đồng minh người Anh của mình bằng việc ký kết Hiệp ước Picquigny (1475) với Edward IV của nước Anh. Các hiệp ước chính thức chấm dứt cuộc chiến tranh Trăm năm. Với cái chết của Charles the Bold tại trận Nancy vào năm 1477, triều đại của công tước xứ Bourgogne chấm dứt. Louis đã lợi dụng tình hình để nắm bắt rất nhiều vùng lãnh thổ Bourgogne, bao gồm "Bourgogne proper" và Picardy.
Nếu không có mối đe dọa trực tiếp của nước ngoài, Louis đã có thể loại bỏ các chư hầu nổi loạn của mình, mở rộng quyền lực của hoàng gia, và tăng cường sự phát triển kinh tế của đất nước mình. Ông qua đời năm 1483 và được kế vị bởi con trai ông, Charles VIII.

## Thời trẻ và hôn nhân
Louis sinh ngày 3 tháng 7 năm 1423 tại Bourges trong bối cảnh chính trị hết sức rối ren của nước Pháp, cha ông, vua Charles VII chỉ kiểm soát được phía nam nước Pháp trong khi phía bắc bị chiến giữ bở người Anh. Ngoài ra, các công tước xứ Bourgogne, vốn là dòng dõi hoàng gia Pháp từ vua Jean II ngày càng trở nên độc lập hơn và đôi khi liên minh với quân Anh để đe dọa ngai vàng nước Pháp.
Louis lần đầu gặp Joan of arc năm 1429 tại Loches trong bước ngoặc của cuộc chiến tranh trăm năm giữa Anh và Pháp khi quân Pháp dưới sự lãnh đạo của Joan xứ Arc liên tiếp giành thắng lợi. Bản thân Louis cũng là một lãnh đạo quân sự có khả năng, ngày 12 tháng 11 năm 1437, Louis cùng vua cha Charles tiến vào thành phố Paris. Năm 1444 Louis được vua Charles VII giao cho chỉ huy một đội quân Pháp chiến đấu trong cuộc chiến giữa các bang của Thụy Sỹ và cuộc chiến khá thuận lợi cho phía Pháp.

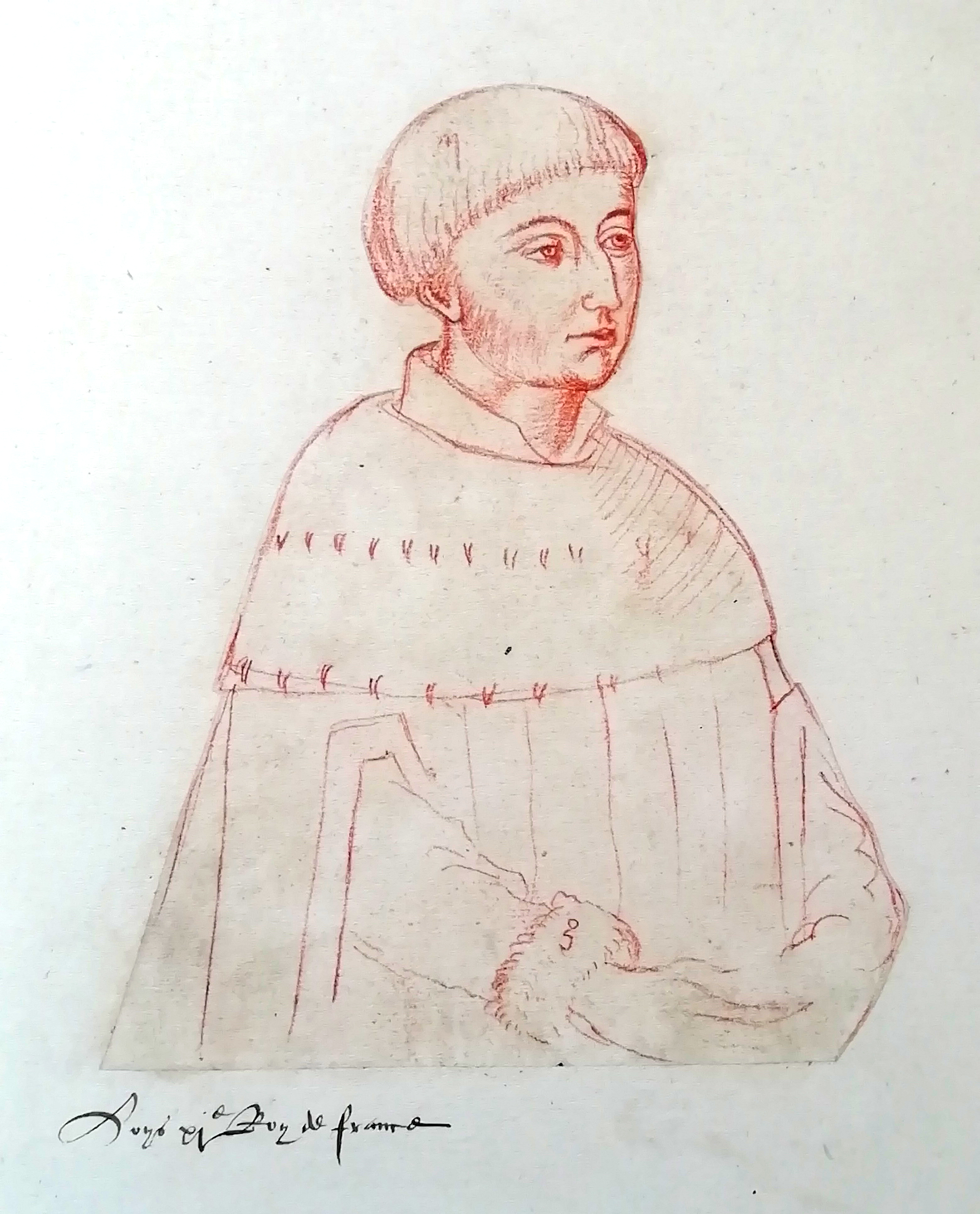
Chân dung Dauphin Louis lúc còn nhỏ.

Trong suốt thời niên thiếu, Louis nhận ra sự yếu kém của quốc gia Pháp, ông cho rằng vua cha mình là một kẻ yếu đuối và xem thường điều này. Quan hệ cha con giữa Louis và vua Charles VII là khá tệ, Louis chống lại Charles nhiều lần, thậm chí trốn ra nước ngoài và từ chối gặp mặt cha mình khi ông sắp băng hà và muốn gặp Louis.
Ngày 24 tháng 6 năm 1436, Louis gặp Margaret của Scotland, con gái vua James I của Scotland,cô dâu được cha ông chọn vì lí do ngoại giao, không có ghi chép trược tiếp nào từ Louis hay cô dâu nói về ấn tượng của họ về nhau, nhưng có lẽ do tình cảm của họ khá tốt dù chỉ là hình thức. Louis đã ôm hôn cô dâu trong lần đầu gặp mặt.
Đám cưới diễn ra vào chiều ngày 25 tháng 6 năm 1436 tại Reims. Louis 13 tuổi trong trưởng thành hơn cô dâu 11 tuổi của mình- người được xem là con búp bê xinh đẹp bởi chồng mình. Đám cưới diễn ra với đầy đủ lễ nghi thời Trung cổ. Vua Charles mặc chiếc quần cưỡi ngựa màu xám và thậm chí " không thèm cởi cựa giày ra". Sau đám cưới các vị khách Scotland phải vội vã ra về vì ngân khố hoàng gia Pháp lúc đó không đủ tiền cho một bữa tiệc xa hoa tiếp đãi nhiều vị khách như vậy, các xứ giả Scotland xem đây là sự sỉ nhục cho đất nước nhỏ bé nhưng đáng tự hào của họ
Sau đám cưới cặp đôi được các bác sĩ khuyên là " không nên hoàn thành cuộc hôn nhân" tức là động phòng với nhau vì còn quá trẻ. Margaret tiếp tục việc học và nổi tiếng ở triều đình Pháp bởi sự xinh đẹp và văn hóa. Louis cùng cha mình thực hiện các chuyến đi đến những thành phố trung thành của vương quốc. Margaret mất năm 1445 lúc mới 20 tuổi, có lời đồn cho rằng chính Louis đã đầu độc Margaret vì cô có mối quan hệ gần gũi với vua Charles, Louis và Margaret không có với nhau người con nào. Trong khoảng thời gian này, Louis khiến phụ vương kinh ngạc bởi sự thông minh và tính tình của anh ta, Charles đã phong Louis làm Dauphin- tức Thái tử nước Pháp.

### Praguerie 1440

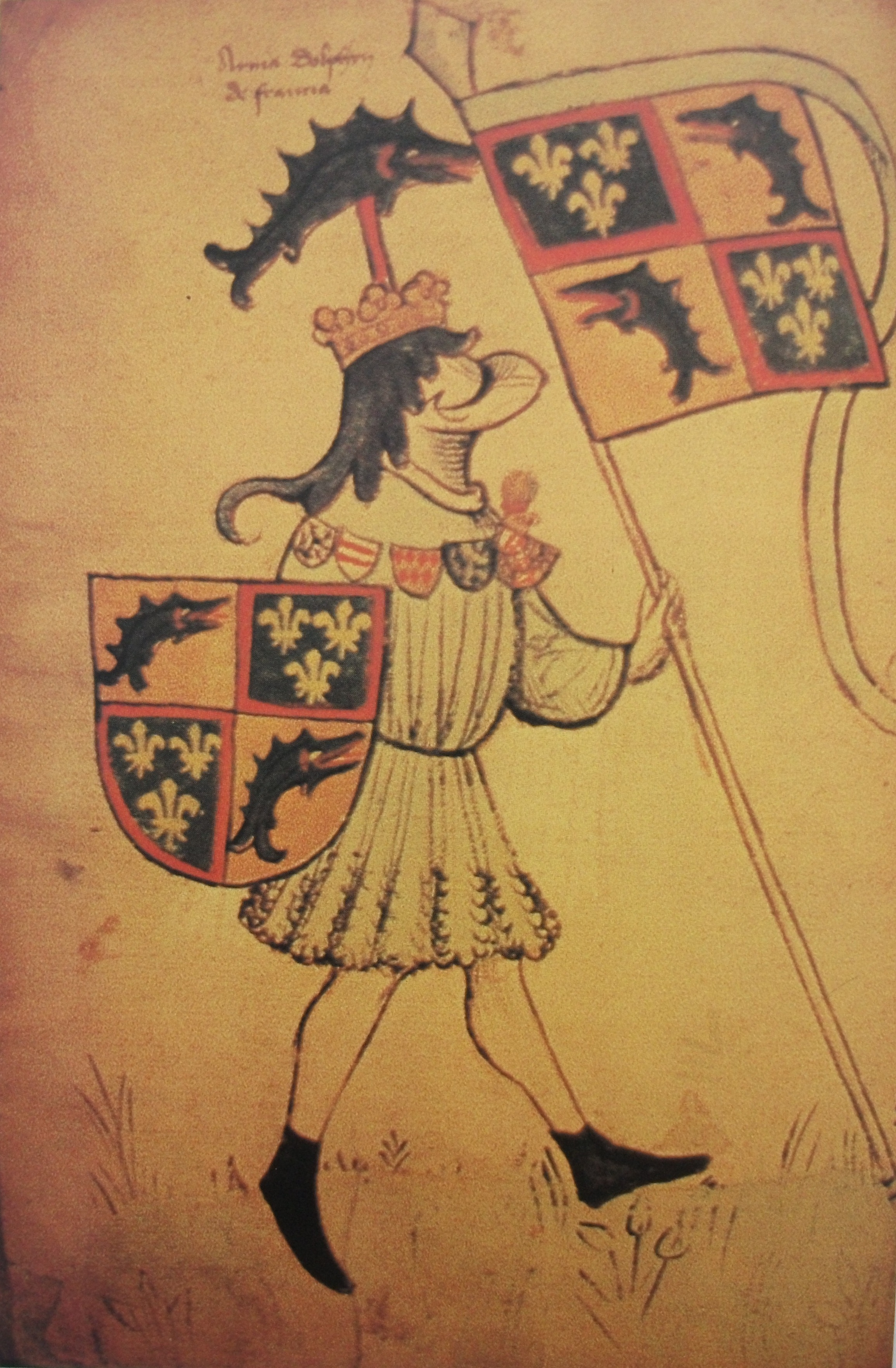
Dauphin Louis khoảng năm 1450.

Năm 1439, vua Charles ban hành các sắc lệnh cải cách tài chính nhằm đưa đất nước thoát khỏi sự hỗn loạn do chiến tranh Trăm năm gây ra, các cải cách này ảnh hưởng đến lợi ích của một bộ phận quý tộc Pháp. Năm 1440, Charles I, công tước xứ Bourbon- người mà ba năm trước đã nổi loạn và được ân xá đã xúi giục Louis khi đó mới 16 tuổi thực hiện một cuộc nổi loạn gọi là Praguerie cùng với sự ủng hộ của một vài quý tộc khác, Charles hứa sẽ đưa Louis trở thành Nhiếp chính nước Pháp. Cuộc nổi loạn không thành công các sĩ quan tài năng của nhà vua trấn áp và các thành trì vững chắc vẫn trung thành với vua Charles, quân nổi loạn không làm được gì ngoài một vài vụ cướp bóc mà quân đội hoàng gia không ngăn được. Công tước xứ Bourbon đầu hàng và được ân xá bằng một khoản trợ cấp lớn và Louis phải cầu xin sự tha thứ từ cha mình.

### Bỏ trốn đến Bourgogne
Louis thể hiện tài năng quân sự của mình trong cuộc chiến tại Thụy Sỹ năm 1444, tại đây ông ấn tượng trước sự chiến đấu của những người lính Thụy Sỹ. Louis tiếp tục có mối quan hệ rạn nứt với cha mình khi ông thể hiện sự xúc phạm với Agnes sorel người tình của cha mình. Ngày 27 tháng 9 năm 1446, Louis bị đuổi đến thái ấp của mình là tỉnh Dauphine, phía đông nam nước Pháp. Tại đây, Louis cư trú tại thành phố grenoble, Louis biến tỉnh Dauphine thành tiểu quốc của riêng mình với luật lệ, quân đội riêng và liên tục phớt lờ lệnh triệu tập của vua cha Charles. Ngày 14 tháng 2 năm 1451, Louis, người đã góa vợ sáu năm kết hôn với charlotte xứ savoie lúc đó mới 8 tuổi mà không có sự đồng ý của cha mình, đây là một cuộc hôn nhân chiến lược mở đầu sự can thiệp chính trị của Pháp vào bán đảo Ý sau này.
Cuối cùng, tháng 8 năm 1456, vua Charles gửi một đạo quân tới Dauphine buộc Louis phải bỏ trốn đến công quốc Bourgogne, nơi ông được công tước Philippe the Good cung cấp nơi cư trú và chỗ ở trong Genappe (ngày nay thuộc Bỉ).khi Công tước Philippe thông báo từ chối giao trả Louis vua Charles rất tức giận và đã cảnh báo Công tước rằng rằng " ông đang nuôi một con cáo sẽ ăn hết gà của ông.

## Vua Pháp
Năm 1461, Louis biết tin cha mình sắp chết. Anh vội vã đến Reims để đăng quang, trong trường hợp anh trai của anh, Charles, Công tước Berry, cũng nên cố gắng làm điều tương tự. Louis XI trở thành Vua của Pháp vào ngày 25 tháng 7 năm 1461.
Louis theo đuổi nhiều mục tiêu giống như cha mình, chẳng hạn như hạn chế quyền lực của các công tước và nam tước nước Pháp, với những thành công liên tục. Trong số các sáng kiến khác, Louis đã thiết lập các cải cách để làm cho hệ thống thuế hiệu quả hơn.  Anh ta trấn áp nhiều đồng phạm cũ của mình, những người đã nghĩ anh ta là bạn của họ, và anh ta bổ nhiệm vào phục vụ chính phủ nhiều người đàn ông không có cấp bậc, nhưng đã thể hiện tài năng đầy hứa hẹn. Ông đặc biệt ưu ái các cộng sự của thương gia lớn người Pháp Jacques Coeur.  Ông cũng cho phép những quý tộc dám nghĩ dám làm tham gia vào việc buôn bán mà không làm mất đi đặc quyền quý tộc của họ. Ông đã loại bỏ các văn phòng trong bộ máy quan liêu của chính phủ, và tăng nhu cầu đối với các văn phòng khác trong chính phủ để thúc đẩy hiệu quả.  Louis đã dành một phần lớn vương quyền của mình cho con đường.  Đi du lịch từ thị trấn này sang thị trấn khác trong vương quốc của mình, Louis sẽ gây bất ngờ cho các quan chức địa phương, điều tra chính quyền địa phương, thiết lập hội chợ và thúc đẩy các quy định thương mại.  Có lẽ đóng góp quan trọng nhất của Louis XI trong việc tổ chức nhà nước Pháp hiện đại là việc ông phát triển hệ thống đường bưu điện hoàng gia vào năm 1464. Trong hệ thống này, các rơ le phục vụ tức thì cho nhà vua hoạt động trên tất cả các con đường cao của nước Pháp; mạng lưới thông tin liên lạc này lan rộng khắp nước Pháp và dẫn đến việc nhà vua có được biệt danh "Người nhện toàn cầu".

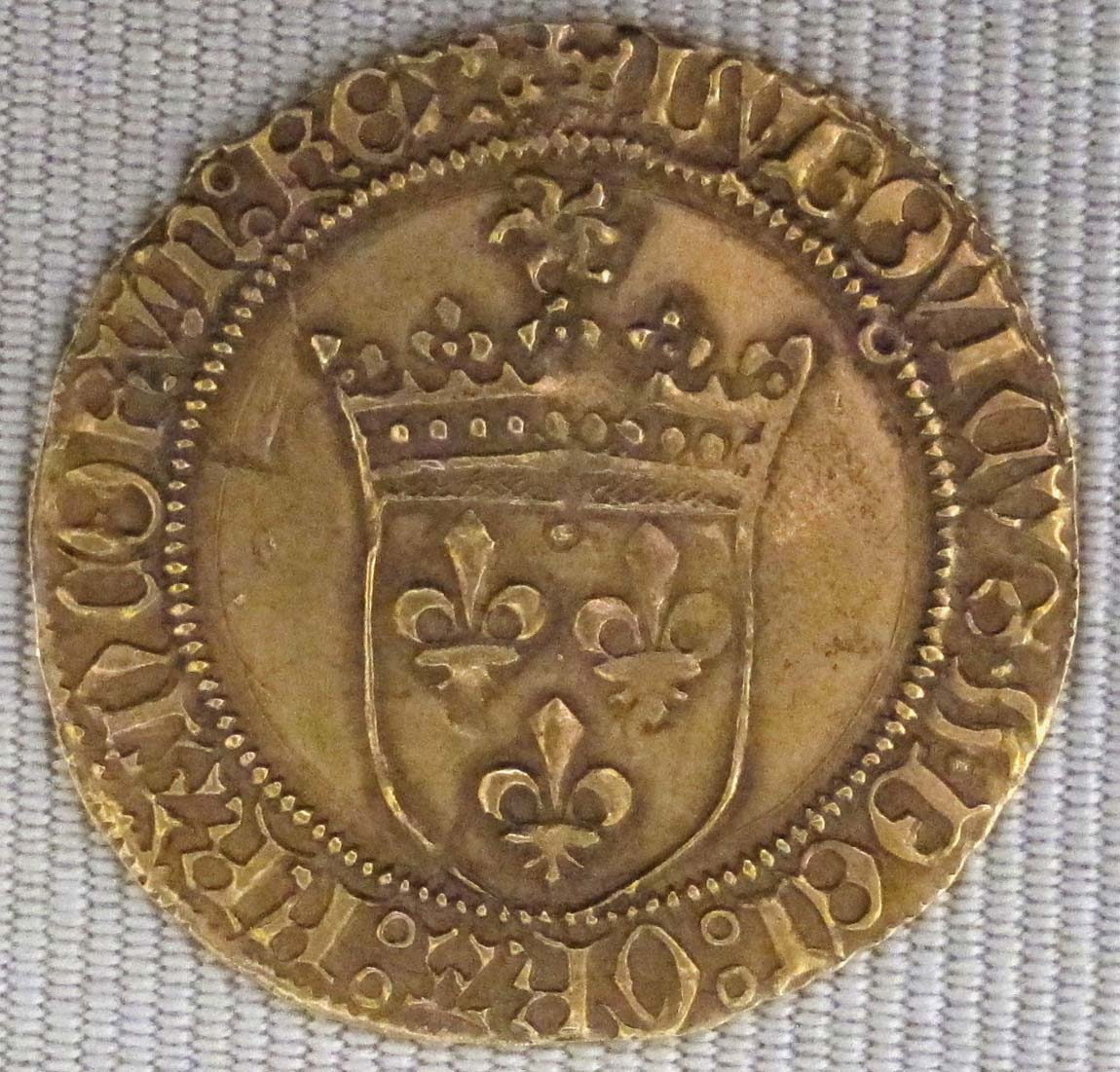
Một đồng xu đúc dưới thời trị vì của Louis XI khoảng năm 1475.

Là vua, Louis trở nên cực kỳ cẩn trọng về mặt tài chính, trong khi trước đây ông rất xa hoa và ngông cuồng. Anh ta mặc quần áo thô ráp và đơn giản và trộn lẫn với những người dân thường và thương gia. Lời tường thuật thẳng thắn về một số hoạt động của ông được cận thần Philippe de Commines ghi lại trong hồi ký của ông về thời kỳ đó. Louis tạo thói quen bao quanh mình với những cố vấn quý giá có nguồn gốc khiêm tốn, chẳng hạn như chính Commines, Olivier Le Daim, Louis Tristan L'Hermite và Jean Balue. Louis nóng lòng muốn tăng tốc mọi thứ, biến đổi mọi thứ và xây dựng thế giới mới của riêng mình.  Để ghi nhận tất cả những thay đổi mà Louis XI đã thực hiện đối với chính phủ Pháp, ông nổi tiếng là một "nhà cải cách dân sự" hàng đầu trong lịch sử nước Pháp, và những cải cách của ông là vì lợi ích của các tầng lớp thương mại và trọng thương đang gia tăng mà sau này trở thành các giai cấp tư sản của Pháp.
Louis XI cũng tham gia vào các công việc của Giáo hội ở Pháp. Vào tháng 10 năm 1461, Louis bãi bỏ Chế tài Thực dụng mà cha ông đã thiết lập vào năm 1438 để thành lập một Giáo hội Gallican của Pháp không có sự kiểm soát của các giáo hoàng ở Rome.
Dưới thời trị vì của Louis XI, mặc dù Paris vẫn giữ vai trò là thủ đô của trên danh nghĩa của vương quốc, nhưng Louis chuyển triều đình của mình về Tours và cư ngụ trong lâu đài Montils, do đó Tours trở thành thủ đô trên thực tế của vương quốc, lý do Louis không ở đặt triều đình ở Paris có lẽ vì thành phố quá gần lãnh địa của Công tước xứ Bourgogne- một đối thủ hùng mạnh và nguy hiểm đối với Louis.

## Xung đột với Charles de Bold

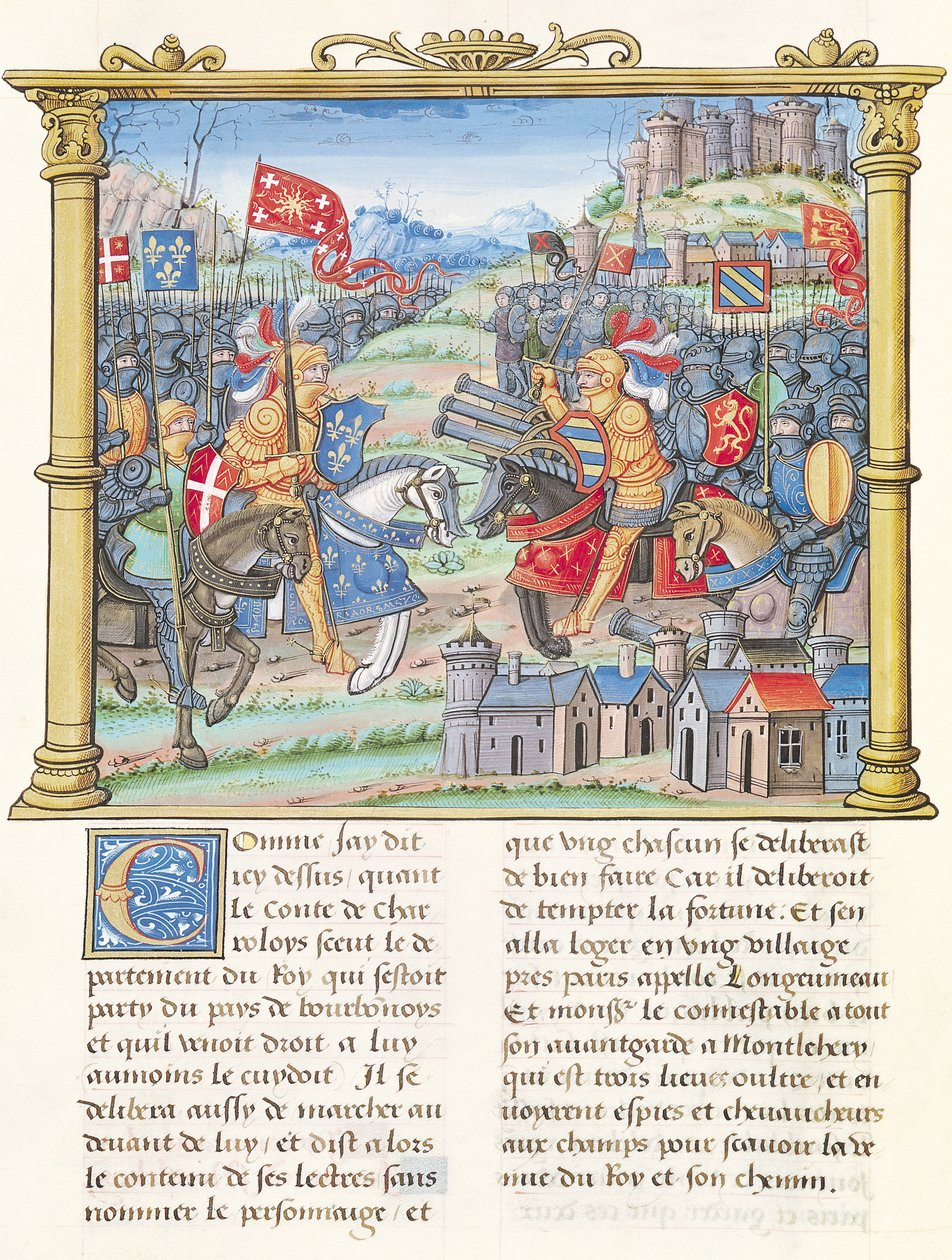
Trận Montlhéry giữa quân đội của Louis XI và Philip, Công tước xứ Bourgogne

Philip III là Công tước của Bourgogne vào thời điểm Louis lên ngôi, và rất muốn khởi xướng một cuộc Thập tự chinh tới các Vùng đất Thánh. Tuy nhiên, ông cần tiền để tổ chức một doanh nghiệp như vậy. Louis XI đã trao cho ông 400.000 vương miện vàng cho cuộc Thập tự chinh để đổi lấy một số vùng lãnh thổ, bao gồm cả Picardy và Amiens.  Tuy nhiên, con trai của Philip, Charles I trong tương lai, Công tước xứ Bourgogne (được gọi là Bá tước Charolais vào thời điểm Louis lên ngôi) tức giận về giao dịch này, cảm thấy rằng mình đang bị tước quyền thừa kế. Anh ta tham gia một cuộc nổi dậy gọi là Liên đoàn Weal của Công chúng, do Charles, anh trai của Louis, Công tước Berry, lãnh đạo. Mặc dù quân nổi dậy phần lớn không thành công trong trận chiến, nhưng Louis không gặp may mắn hơn. Louis XI đã đánh một trận thiếu quyết đoán chống lại quân nổi dậy tại Montlhéry  và buộc phải ban hành một nền hòa bình bất lợi như một vấn đề chính trị.
Khi Bá tước Charolais trở thành Công tước của Bourgogne vào năm 1467 với tên gọi Charles I ("the Bold"), ông đã nghiêm túc xem xét việc tuyên bố một vương quốc độc lập của riêng mình. Tuy nhiên, sự tiến bộ của Louis đối với một chính phủ tập trung mạnh mẽ đã tiến đến mức các công tước của Bourgogne không còn có thể hoạt động độc lập như trước đây nữa. Công quốc hiện phải đối mặt với nhiều vấn đề và các cuộc nổi dậy trong lãnh thổ của mình, đặc biệt là từ người dân Liège, những người đã tiến hành các cuộc Chiến tranh Liège chống lại Công tước xứ Bourgogne. Trong các cuộc Chiến tranh Liège, Louis XI ban đầu liên minh với người dân Liège.
Năm 1468, Louis và Charles gặp nhau tại Péronne, nhưng trong quá trình đàm phán, họ biết được rằng các công dân của Liège lại nổi lên chống lại Charles và giết chết thống đốc Burgundian.  Charles đã rất tức giận. Philippe de Commines, lúc đó đang phục vụ cho công tước của Bourgogne, đã phải trấn an anh ta với sự giúp đỡ của các cố vấn khác của công tước vì sợ rằng anh ta có thể đánh nhà vua. Louis bị buộc vào một hiệp ước nhục nhã. Ông đã từ bỏ nhiều vùng đất mà ông đã giành được từ Philip the Good, trở thành đồng minh ban đầu của mình ở Liège và thề sẽ giúp Charles dập tắt cuộc nổi dậy ở Liège. Louis sau đó chứng kiến một cuộc bao vây Liège trong đó hàng trăm người bị thảm sát.
Tuy nhiên, một khi ngoài tầm với của Charles, Louis tuyên bố hiệp ước vô hiệu và bắt đầu xây dựng lực lượng của mình. Mục đích của hắn là tiêu diệt Bourgogne một lần và mãi mãi. Không có gì đáng ghét đối với giấc mơ của Louis về một chế độ quân chủ tập trung hơn là sự tồn tại của một chư hầu quá hùng mạnh như Công tước Bourgogne. Chiến tranh nổ ra vào năm 1472. Công tước Charles đã bao vây Beauvais và các thị trấn khác. Tuy nhiên, những cuộc bao vây này tỏ ra không thành công, các Siege của Beauvais đã được dỡ bỏ vào ngày 22 Tháng 7 năm 1472,  và Charles cuối cùng bị kiện vì hòa bình. Philippe de Commines sau đó được chào đón vào sự phục vụ của Vua Louis.
Năm 1469, Louis thành lập Dòng Thánh Michael, có thể là bắt chước Dòng Bộ lông cừu vàng danh giá của Burgundian, do cha của Charles là Philip the Good thành lập, giống như Vua Jean II của Pháp đã thành lập Dòng Ngôi sao hiện đã không còn tồn tại. bắt chước Order of the Garter của Vua Edward III của Anh. Trong cả hai trường hợp, một vị vua Pháp dường như đã được thúc đẩy để thành lập một trật tự hiệp sĩ để nâng cao uy tín của hoàng gia Pháp bằng gương của đối thủ chính trị chính của mình.

## Giao dịch với Anh

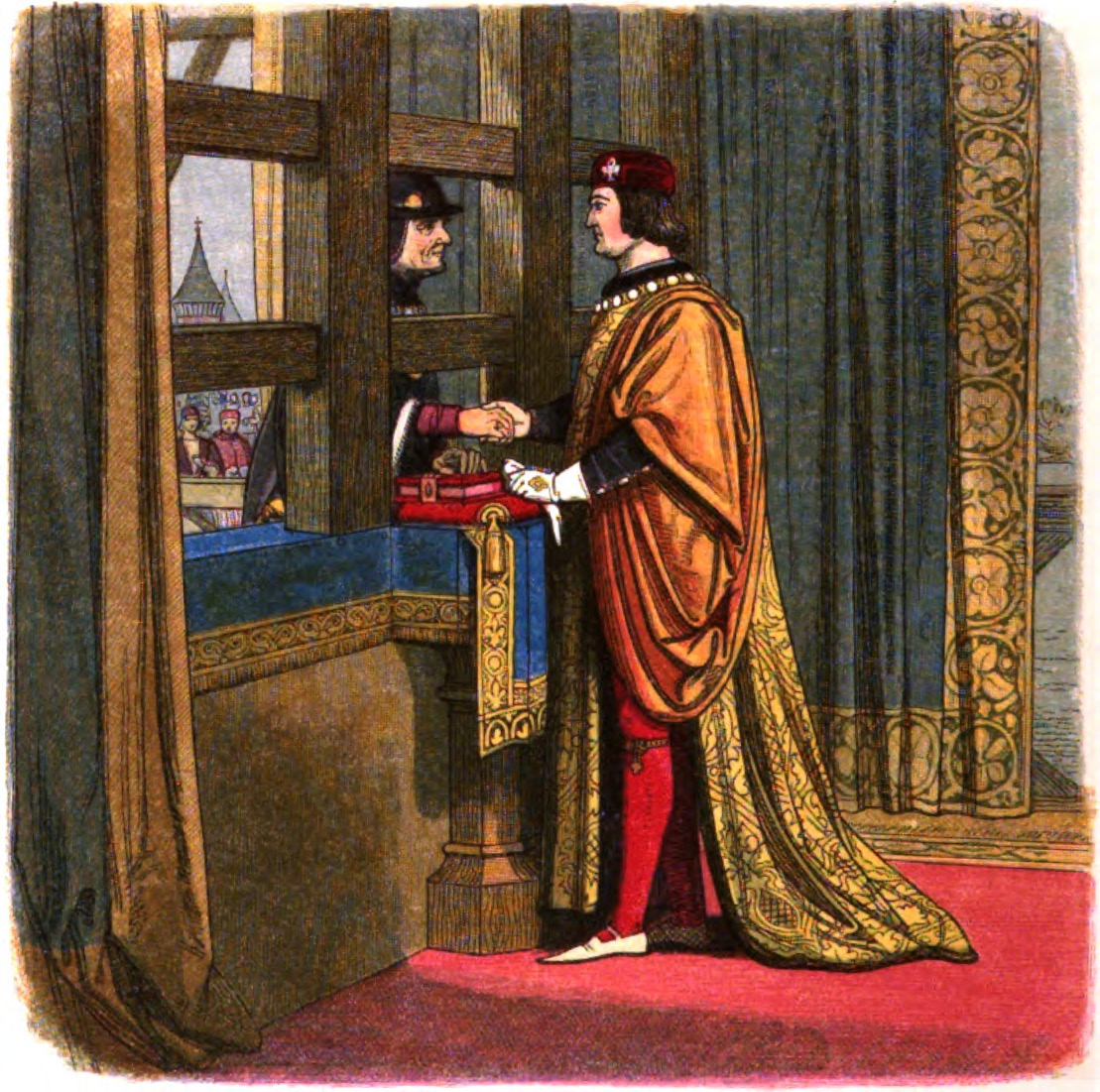
Henry VI và Louis IX tại Picquigny để xác nhận hòa ước, trích từ cuốn Biên niên sử Anh.

Cùng thời điểm Pháp và Bourgogne giao tranh với nhau, nước Anh đang trải qua một cuộc xung đột dân sự gay gắt mà ngày nay được gọi là Cuộc chiến Hoa hồng. Louis quan tâm đến cuộc chiến này, vì Công tước xứ Bourgogne, Charles the Bold, đã liên minh với những người theo chủ nghĩa York, những người chống lại Vua Henry VI. Khi Bá tước Warwick bất hòa với vua nhà York là Edward IV, sau khi giúp Edward đạt được ngai vàng của mình, Louis đã cho Warwick tị nạn ở Pháp. Thông qua sự ngoại giao của Louis, Warwick sau đó đã thành lập một liên minh với kẻ thù cay đắng của mình là Margaret of Anjou để khôi phục ngai vàng của chồng bà là Henry VI. Kế hoạch đã thành công, Edward buộc phải sống lưu vong, nhưng sau đó anh đã trở về Anh. Warwick sau đó bị giết trong trận Barnet năm 1471.  Vua Henry VI ngay sau đó cũng bị sát hại.
Bây giờ là bậc thầy không thể tranh cãi của nước Anh, Edward xâm lược Pháp vào năm 1475,  nhưng Louis đã có thể đàm phán Hiệp ước Picquigny, theo đó quân đội Anh rời Pháp để đổi lấy một khoản tiền lớn. Người Anh từ bỏ yêu sách đối với các vùng đất thuộc Pháp như Normandy, và Chiến tranh Trăm năm có thể nói là cuối cùng đã kết thúc. Louis khoe khoang rằng mặc dù cha ông đã đánh đuổi người Anh bằng vũ lực, nhưng ông đã đánh đuổi họ bằng sức mạnh của pa-tê, thịt nai và rượu vang ngon của Pháp.

## Kết quả của sự tranh chấp với Charles de Bold
Giống như cha ông đã làm, Louis đã dành phần lớn thời gian trị vì của mình để giải quyết các tranh chấp chính trị với đương kim Công tước xứ Bourgogne,  và vì mục đích này, ông đã thuê người Thụy Sĩ,  có sức mạnh quân sự nổi tiếng. Anh ấy đã tự mình chiêm ngưỡng nó trong Trận chiến St.Jakob an der Birs.
Chiến tranh nổ ra giữa Charles và người Thụy Sĩ sau khi ông xâm lược Thụy Sĩ.  Cuộc xâm lược được chứng minh là một sai lầm to lớn. Vào ngày 2 tháng 3 năm 1476, người Thụy Sĩ tấn công và đánh bại người Burgundi đầu tiên tại Grandson  và sau đó một vài tháng sau đó, vào ngày 22 tháng 6 cùng năm, tại Murten.  Công tước bị giết trong trận Nancy vào ngày 5 tháng 1 năm 1477, một sự kiện đánh dấu sự kết thúc của các cuộc Chiến tranh Burgundian.
Louis do đó đã có thể nhìn thấy sự hủy diệt của kẻ thù đã thề của mình. Những lãnh chúa vẫn ủng hộ chế độ phong kiến đã nhượng bộ quyền lực của ông. Những người khác, chẳng hạn như Jacques d'Armagnac, Công tước xứ Nemours, đã bị xử tử. Các vùng đất thuộc Công quốc Bourgogne do ông cố của Louis là John II tạo nên vì lợi ích của con trai ông là Philip the Bold, được trở thành vương miện của nước Pháp.

## Tham vọng đối với nước Ý

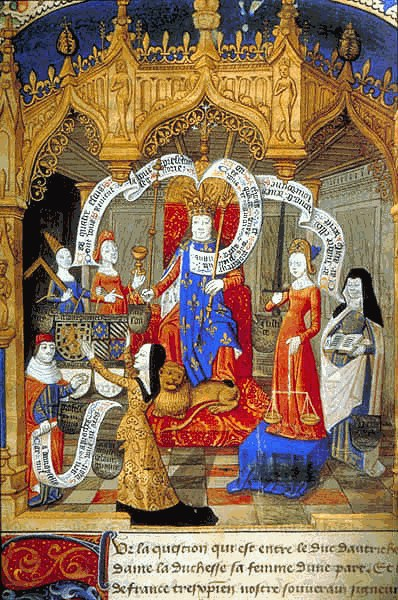
Bản ghi nhớ của Louis XI nhằm xác nhận quyền lực của mình đối với Công quốc Bourgogne. Hiện văn bản đang được lưu trữ tại Thư viện quốc gia Pháp.

Giống như cha ông đã làm, Louis đã dành phần lớn thời gian trị vì của mình để giải quyết các tranh chấp chính trị với đương kim Công tước xứ Bourgogne,  và vì mục đích này, ông đã thuê người Thụy Sĩ,  có sức mạnh quân sự nổi tiếng. Anh ấy đã tự mình chiêm ngưỡng nó trong Trận chiến St.Jakob an der Birs.
Chiến tranh nổ ra giữa Charles và người Thụy Sĩ sau khi ông xâm lược Thụy Sĩ.  Cuộc xâm lược được chứng minh là một sai lầm to lớn. Vào ngày 2 tháng 3 năm 1476, người Thụy Sĩ tấn công và đánh bại người Burgundi đầu tiên tại Grandson  và sau đó một vài tháng sau đó, vào ngày 22 tháng 6 cùng năm, tại Murten.  Công tước bị giết trong trận Nancy vào ngày 5 tháng 1 năm 1477, một sự kiện đánh dấu sự kết thúc của các cuộc Chiến tranh Burgundian.
Louis do đó đã có thể nhìn thấy sự hủy diệt của kẻ thù đã thề của mình. Những lãnh chúa vẫn ủng hộ chế độ phong kiến đã nhượng bộ quyền lực của ông. Những người khác, chẳng hạn như Jacques d'Armagnac, Công tước xứ Nemours, đã bị xử tử. Các vùng đất thuộc Công quốc Bourgogne do ông cố của Louis là John II tạo nên vì lợi ích của con trai ông là Philip the Bold, được trở thành vương miện của nước Pháp.
Bất chấp mối quan hệ của mình bằng cuộc hôn nhân với hoàng gia Savoy, Louis XI vẫn liên tục tán tỉnh mối quan hệ bền chặt với Francesco I Sforza, Công tước của Milan, người vốn là kẻ thù truyền thống của Savoy. Để xác nhận mối quan hệ thân thiết giữa Milan và vua nước Pháp, Sforza đã cử con trai mình là Galeazzo Maria Sforza đến hỗ trợ Louis XI trong cuộc chiến chống lại League of Public Weal vào năm 1465 khi đứng đầu một đội quân lớn.  Sau đó, những khác biệt nảy sinh giữa Pháp và Milan khiến Milan phải tìm cách tách mình khỏi sự phụ thuộc vào người Pháp. Tuy nhiên, với sự sụp đổ của Bourgogne vào năm 1477, nước Pháp đã được nhìn thấy dưới ánh sáng mới bởi Milan, nơi hiện đang vội vã sửa chữa mối quan hệ với Louis XI. Tương tự như vậy, kẻ thù cũ của Pháp là Vua Ferdinand I của Naples bắt đầu tìm kiếm một liên minh hôn nhân giữa Vương quốc Naples và Pháp.  Louis XI cũng mở ra các mối quan hệ hữu nghị mới với các Quốc gia Giáo hoàng, quên đi sự tôn sùng trong quá khứ của các giáo hoàng dành cho Công tước xứ Bourgogne.  Vào tháng 1 năm 1478, ông ký một hiệp ước có lợi với Cộng hòa Venice.

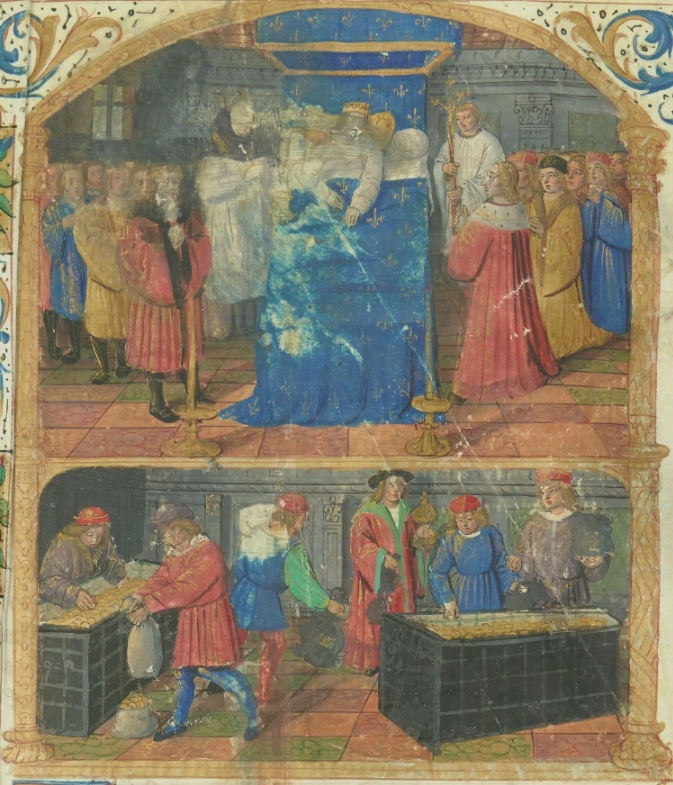
Louis XI những ngày cuối đời, tranh trích từ cuốn Chronius scandaleuse

Sự tham gia của Pháp vào các vấn đề của Ý sẽ được nâng lên cấp độ mới bởi Charles VIII, con trai của Louis XI vào năm 1493, khi ông trả lời lời kêu gọi giúp đỡ từ Ludovico Sforza, con trai nhỏ của Francesco Sforza, dẫn đến một cuộc xâm lược nước Ý. Đây sẽ trở thành một bước ngoặt quan trọng trong lịch sử chính trị Ý.

## Băng hà
Louis XI, bị những cơn mê sảng và bệnh tật nhiều năm, qua đời vào ngày 30 tháng 8 năm 1483  và được an táng tại Vương cung thánh đường Notre-Dame de Cléry  ở Cléry-Saint-André thuộc Quận Orléans. Người vợ góa của ông, Charlotte, qua đời vài tháng sau đó, và được an táng cùng nơi với ông. Louis XI được kế vị bởi con trai của ông là Charles VIII, lúc đó mới mười ba tuổi. Con gái lớn của ông, Anne, trở thành nhiếp chính thay cho nhà vua.

## Tính cách
Louis XI được xem là một nhà chính trị kiệt xuất, người đã đặt nền móng đầu tiên cho chế độ quân chủ chuyên chế của nước Pháp, dưới thời trị vì của Louis, nước Pháp có được lãnh thổ gần như tương ứng với ngày nay. Là một vị vua lạnh lùng, tàn nhẫn và khắc nghiệt, Louis dùng những thủ đoạn chính trị thâm độc để thâu tóm quyền lực về cho mình, tương truyền, vào năm 1458, khi vua Charles VII bị bệnh nặng và yêu cầu triệu tập Louis đang bị lưu đày ở Bourgogne trở về, Louis từ chối đến và thuê các nhà chiêm tinh dự đoán giờ chết của cha mình. Năm 1461, khi tin tức kế vị đến tai Louis, ông đã bỏ mặc vợ mình là Charlotte xứ Savoie ở Bourgogne để tranh thủ kiểm kê tài sản của mình, còn Charlotte phải tự thuê xe ngựa từ Isabella nhà Bourbon để trở về Pháp, bà bị Louis cho ở một cung điện hẻo lánh ở Amboise, con trai bà là Charles(tương lai là vua Charles VIII) do nhà vua trực tiếp giám sát, bà chỉ xuất hiện ở những buổi tiệc ngoại giao với tư cách Vương hậu. Có lời đồn đại cho rằng Louis đã ám sát người tình của cha là Agnes Sorel do lo ngại ảnh hưởng của bà đến vua Charles sẽ gây bất lợi cho ông, theo một nguồn tin, Louis đã tranh cãi với Agnes. năm 1469, Louis đã nhốt Hồng y Jean Balue trong một cái lồng sắt trong mười năm vì ông này âm mưu cùng Công tước xứ Bourgogne chống lại Nhà vua.

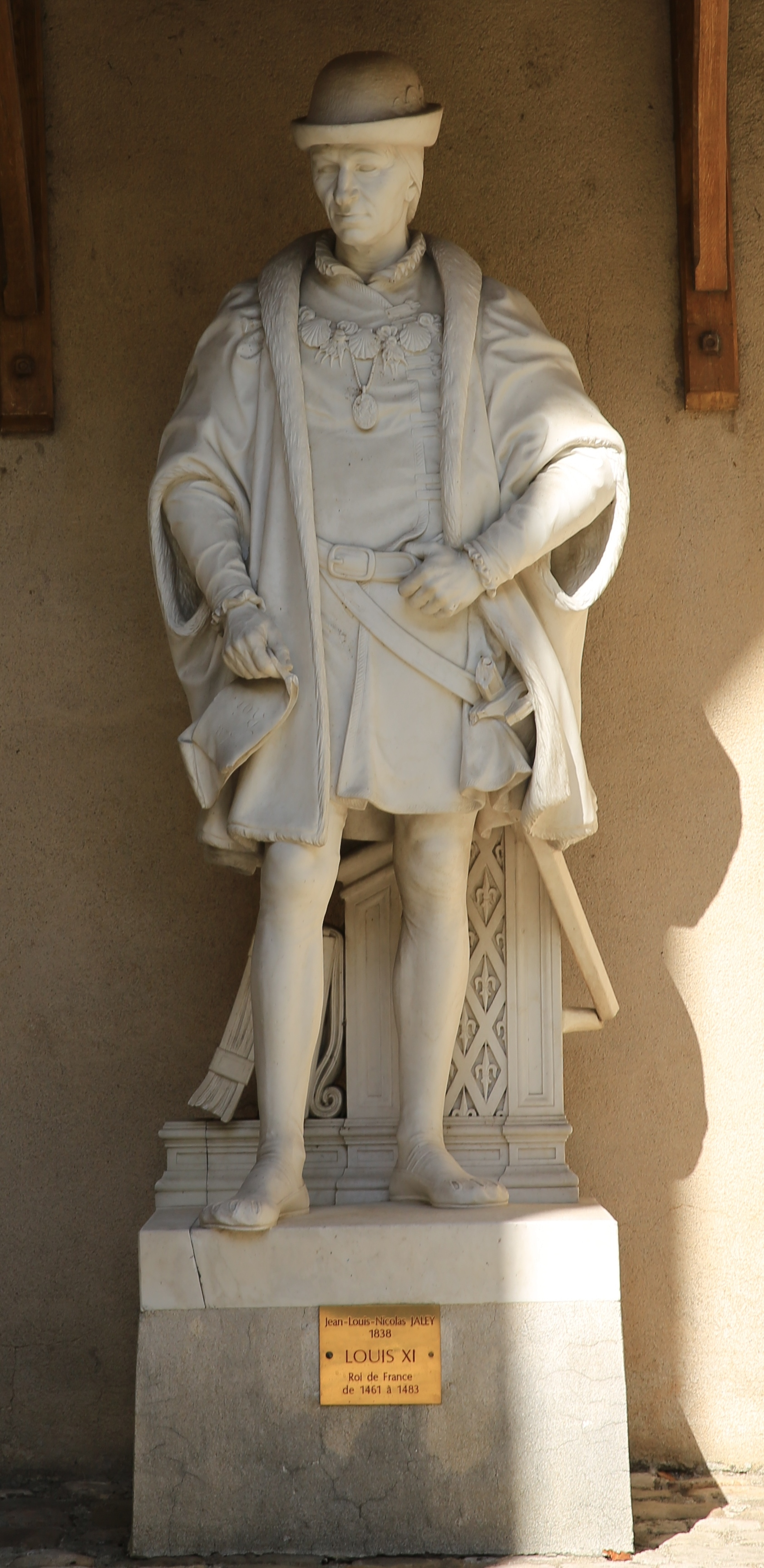
Tượng của Louis XI tại Ambroise.

## Di sản
Vì háo hức muốn có được thông tin về kẻ thù của mình, Louis đã tạo ra, từ năm 1464, một mạng lưới chuyển tiếp bưu điện trên khắp nước Pháp,  vốn là tiền thân của dịch vụ bưu chính hiện đại của Pháp.
Louis đã phát triển vương quốc của mình bằng cách khuyến khích các hội chợ thương mại và xây dựng và bảo trì các con đường. Louis XI theo đuổi việc tổ chức vương quốc Pháp với sự hỗ trợ của các quan chức tư sản.  Ở một số khía cạnh, Louis XI đã hoàn thiện khuôn khổ của Chính phủ Pháp hiện đại kéo dài cho đến Cách mạng Pháp.  Do đó, Louis XI là một trong những vị vua hiện đại đầu tiên của Pháp đã giúp đưa nó ra khỏi thời Trung Cổ.
Louis XI rất mê tín  và vây quanh mình với các nhà chiêm tinh. Quan tâm đến khoa học, ông đã từng ân xá cho một người đàn ông bị kết án tử hình với điều kiện anh ta phục vụ như một con chuột lang để phẫu thuật sỏi mật.
Thông qua các cuộc chiến tranh và đổ vỡ, Louis XI đã vượt qua các lãnh chúa phong kiến hầu hết độc lập của Pháp, và vào thời điểm ông qua đời tại Château de Plessis-lez-Tours, ông đã thống nhất nước Pháp và đặt nền móng cho một chế độ quân chủ mạnh mẽ. Tuy nhiên, ông là một người đàn ông bí mật, ẩn dật và ít người thương tiếc về cái chết của ông.
Bất chấp sự nhạy bén về chính trị của Louis XI và chính sách tổng thể của Realpolitik, Niccolò Machiavelli đã chỉ trích ông gay gắt trong Chương 13 của The Prince, gọi ông là thiển cận và thiếu thận trọng vì đã bãi bỏ bộ binh của chính mình để ủng hộ lính đánh thuê Thụy Sĩ.

## Trẻ em
Louis và Charlotte của Savoy đã:
- Louis (18 tháng 10, 1458 - 1460)
- Joachim (15 tháng 7 năm 1459 - 29 tháng 11 năm 1459)
- Louise (sinh và mất năm 1460)
- Anne (3 tháng 4 năm 1461 - 14 tháng 11 năm 1522), kết hôn với Pierre de Beaujeau
- Joan (23 tháng 4 năm 1464 - 4 tháng 2 năm 1505), kết hôn với Louis XII, Vua của Pháp.
- Louis (sinh và mất ngày 4 tháng 12 năm 1466)
- Charles VIII của Pháp (30 tháng 6 năm 1470 - 8 tháng 4 năm 1498)
- Francis, Công tước xứ Berry (3 tháng 9 năm 1472 - tháng 11 năm 1473)

## Gia phả
| \| \| \| \| \| \| \| \| \| \| \| \| \| \| 16. Jean II của Pháp (= 24) \| \| \| \| \| \| \| \| \| \| \| \| \| \| \| \| \| \| \| \| \| \| \| \| \| \| \| \| \| \| \| \| \| \| \| \| \| \| \| \| \| \| \| \| \| \| \| \| \| \| \| \| \| \| \| \| \| \| \| \| 8. Charles V của Pháp \| \| \| \| \| \| \| \| \| \| \| \| \| \| \| \| \| \| \| \| \| \| \| \| \| \| \| \| \| \| \| \| \| \| \| \| \| \| \| \| \| \| \| \| \| \| \| \| \| \| \| \| \| \| \| \| \| \| \| \| \| \| \| \| \| \| \| \| \| \| \| \| 17. Jutta của Bohemia (= 25) \| \| \| \| \| \| \| \| \| \| \| \| \| \| \| \| \| \| \| \| \| \| \| \| \| \| \| \| \| \| \| \| \| \| \| \| \| \| \| \| \| \| \| \| \| \| \| \| \| \| \| \| \| \| \| \| \| \| \| \| \| \| \| \| \| \| \| \| \| \| \| \| 4. Charles VI của Pháp \| \| \| \| \| \| \| \| \| \| \| \| \| \| \| \| \| \| \| \| \| \| \| \| \| \| \| \| \| \| \| \| \| \| \| \| \| \| \| \| \| \| \| \| \| \| \| \| \| \| \| \| \| \| \| \| \| \| \| \| \| \| \| \| \| \| \| \| \| \| \| \| 18. Pierre I xứ Bourbon \| \| \| \| \| \| \| \| \| \| \| \| \| \| \| \| \| \| \| \| \| \| \| \| \| \| \| \| \| \| \| \| \| \| \| \| \| \| \| \| \| \| \| \| \| \| \| \| \| \| \| \| \| \| \| \| \| \| \| \| \| \| \| \| \| \| \| \| \| \| \| \| 9. Jeanne xứ Bourbon \| \| \| \| \| \| \| \| \| \| \| \| \| \| \| \| \| \| \| \| \| \| \| \| \| \| \| \| \| \| \| \| \| \| \| \| \| \| \| \| \| \| \| \| \| \| \| \| \| \| \| \| \| \| \| \| \| \| \| \| \| \| \| \| \| \| \| \| \| \| \| \| 19. Isabelle xứ Valois \| \| \| \| \| \| \| \| \| \| \| \| \| \| \| \| \| \| \| \| \| \| \| \| \| \| \| \| \| \| \| \| \| \| \| \| \| \| \| \| \| \| \| \| \| \| \| \| \| \| \| \| \| \| \| \| \| \| \| \| \| \| \| \| \| \| \| \| \| \| \| \| 2. Charles VII của Pháp \| \| \| \| \| \| \| \| \| \| \| \| \| \| \| \| \| \| \| \| \| \| \| \| \| \| \| \| \| \| \| \| \| \| \| \| \| \| \| \| \| \| \| \| \| \| \| \| \| \| \| \| \| \| \| \| \| \| \| \| \| \| \| \| \| \| \| \| \| \| \| \| 20. Stephan II xứ Bayern \| \| \| \| \| \| \| \| \| \| \| \| \| \| \| \| \| \| \| \| \| \| \| \| \| \| \| \| \| \| \| \| \| \| \| \| \| \| \| \| \| \| \| \| \| \| \| \| \| \| \| \| \| \| \| \| \| \| \| \| \| \| \| \| \| \| \| \| \| \| \| \| 10. Stephan III xứ Bayern \| \| \| \| \| \| \| \| \| \| \| \| \| \| \| \| \| \| \| \| \| \| \| \| \| \| \| \| \| \| \| \| \| \| \| \| \| \| \| \| \| \| \| \| \| \| \| \| \| \| \| \| \| \| \| \| \| \| \| \| \| \| \| \| \| \| \| \| \| \| \| \| 21. Isabella của Sicilia \| \| \| \| \| \| \| \| \| \| \| \| \| \| \| \| \| \| \| \| \| \| \| \| \| \| \| \| \| \| \| \| \| \| \| \| \| \| \| \| \| \| \| \| \| \| \| \| \| \| \| \| \| \| \| \| \| \| \| \| \| \| \| \| \| \| \| \| \| \| \| \| 5. Elisabeth xứ Bayern-Ingolstadt \| \| \| \| \| \| \| \| \| \| \| \| \| \| \| \| \| \| \| \| \| \| \| \| \| \| \| \| \| \| \| \| \| \| \| \| \| \| \| \| \| \| \| \| \| \| \| \| \| \| \| \| \| \| \| \| \| \| \| \| \| \| \| \| \| \| \| \| \| \| \| \| 22. Bernabò Visconti \| \| \| \| \| \| \| \| \| \| \| \| \| \| \| \| \| \| \| \| \| \| \| \| \| \| \| \| \| \| \| \| \| \| \| \| \| \| \| \| \| \| \| \| \| \| \| \| \| \| \| \| \| \| \| \| \| \| \| \| \| \| \| \| \| \| \| \| \| \| \| \| 11. Taddea Visconti \| \| \| \| \| \| \| \| \| \| \| \| \| \| \| \| \| \| \| \| \| \| \| \| \| \| \| \| \| \| \| \| \| \| \| \| \| \| \| \| \| \| \| \| \| \| \| \| \| \| \| \| \| \| \| \| \| \| \| \| \| \| \| \| \| \| \| \| \| \| \| \| 23. Regina della Scala \| \| \| \| \| \| \| \| \| \| \| \| \| \| \| \| \| \| \| \| \| \| \| \| \| \| \| \| \| \| \| \| \| \| \| \| \| \| \| \| \| \| \| \| \| \| \| \| \| \| \| \| \| \| \| \| \| \| \| \| \| \| \| \| \| \| \| \| \| \| \| \| 1. Louis XI của Pháp \| \| \| \| \| \| \| \| \| \| \| \| \| \| \| \| \| \| \| \| \| \| \| \| \| \| \| \| \| \| \| \| \| \| \| \| \| \| \| \| \| \| \| \| \| \| \| \| \| \| \| \| \| \| \| \| \| \| \| \| \| \| \| \| \| \| \| \| \| \| \| \| 24. Jean II của Pháp (= 16) \| \| \| \| \| \| \| \| \| \| \| \| \| \| \| \| \| \| \| \| \| \| \| \| \| \| \| \| \| \| \| \| \| \| \| \| \| \| \| \| \| \| \| \| \| \| \| \| \| \| \| \| \| \| \| \| \| \| \| \| \| \| \| \| \| \| \| \| \| \| \| \| 12. Louis I xứ Anjou \| \| \| \| \| \| \| \| \| \| \| \| \| \| \| \| \| \| \| \| \| \| \| \| \| \| \| \| \| \| \| \| \| \| \| \| \| \| \| \| \| \| \| \| \| \| \| \| \| \| \| \| \| \| \| \| \| \| \| \| \| \| \| \| \| \| \| \| \| \| \| \| 25. Jutta của Bohemia (= 17) \| \| \| \| \| \| \| \| \| \| \| \| \| \| \| \| \| \| \| \| \| \| \| \| \| \| \| \| \| \| \| \| \| \| \| \| \| \| \| \| \| \| \| \| \| \| \| \| \| \| \| \| \| \| \| \| \| \| \| \| \| \| \| \| \| \| \| \| \| \| \| \| 6. Louis II xứ Anjou \| \| \| \| \| \| \| \| \| \| \| \| \| \| \| \| \| \| \| \| \| \| \| \| \| \| \| \| \| \| \| \| \| \| \| \| \| \| \| \| \| \| \| \| \| \| \| \| \| \| \| \| \| \| \| \| \| \| \| \| \| \| \| \| \| \| \| \| \| \| \| \| 26. Jeanne I xứ Bretagne \| \| \| \| \| \| \| \| \| \| \| \| \| \| \| \| \| \| \| \| \| \| \| \| \| \| \| \| \| \| \| \| \| \| \| \| \| \| \| \| \| \| \| \| \| \| \| \| \| \| \| \| \| \| \| \| \| \| \| \| \| \| \| \| \| \| \| \| \| \| \| \| 13. Marie xứ Bretagne và Châtillon \| \| \| \| \| \| \| \| \| \| \| \| \| \| \| \| \| \| \| \| \| \| \| \| \| \| \| \| \| \| \| \| \| \| \| \| \| \| \| \| \| \| \| \| \| \| \| \| \| \| \| \| \| \| \| \| \| \| \| \| \| \| \| \| \| \| \| \| \| \| \| \| 27. Charles xứ Châtillon \| \| \| \| \| \| \| \| \| \| \| \| \| \| \| \| \| \| \| \| \| \| \| \| \| \| \| \| \| \| \| \| \| \| \| \| \| \| \| \| \| \| \| \| \| \| \| \| \| \| \| \| \| \| \| \| \| \| \| \| \| \| \| \| \| \| \| \| \| \| \| \| 3. Marie xứ Anjou \| \| \| \| \| \| \| \| \| \| \| \| \| \| \| \| \| \| \| \| \| \| \| \| \| \| \| \| \| \| \| \| \| \| \| \| \| \| \| \| \| \| \| \| \| \| \| \| \| \| \| \| \| \| \| \| \| \| \| \| \| \| \| \| \| \| \| \| \| \| \| \| 28. Pero IV của Aragón \| \| \| \| \| \| \| \| \| \| \| \| \| \| \| \| \| \| \| \| \| \| \| \| \| \| \| \| \| \| \| \| \| \| \| \| \| \| \| \| \| \| \| \| \| \| \| \| \| \| \| \| \| \| \| \| \| \| \| \| \| \| \| \| \| \| \| \| \| \| \| \| 14. Chuan I của Aragón \| \| \| \| \| \| \| \| \| \| \| \| \| \| \| \| \| \| \| \| \| \| \| \| \| \| \| \| \| \| \| \| \| \| \| \| \| \| \| \| \| \| \| \| \| \| \| \| \| \| \| \| \| \| \| \| \| \| \| \| \| \| \| \| \| \| \| \| \| \| \| \| 29. Eleonora của Sicilia \| \| \| \| \| \| \| \| \| \| \| \| \| \| \| \| \| \| \| \| \| \| \| \| \| \| \| \| \| \| \| \| \| \| \| \| \| \| \| \| \| \| \| \| \| \| \| \| \| \| \| \| \| \| \| \| \| \| \| \| \| \| \| \| \| \| \| \| \| \| \| \| 7. Violant của Aragón \| \| \| \| \| \| \| \| \| \| \| \| \| \| \| \| \| \| \| \| \| \| \| \| \| \| \| \| \| \| \| \| \| \| \| \| \| \| \| \| \| \| \| \| \| \| \| \| \| \| \| \| \| \| \| \| \| \| \| \| \| \| \| \| \| \| \| \| \| \| \| \| 30. Robert I xứ Bar \| \| \| \| \| \| \| \| \| \| \| \| \| \| \| \| \| \| \| \| \| \| \| \| \| \| \| \| \| \| \| \| \| \| \| \| \| \| \| \| \| \| \| \| \| \| \| \| \| \| \| \| \| \| \| \| \| \| \| \| \| \| \| \| \| \| \| \| \| \| \| \| 15. Yolande xứ Bar \| \| \| \| \| \| \| \| \| \| \| \| \| \| \| \| \| \| \| \| \| \| \| \| \| \| \| \| \| \| \| \| \| \| \| \| \| \| \| \| \| \| \| \| \| \| \| \| \| \| \| \| \| \| \| \| \| \| \| \| \| \| \| \| \| \| \| \| \| \| \| \| 31. Marie của Pháp \| \| \| \| \| \| \| \| \| \| \| \| \| \| \| \| \| \| \| \| \| \| \| \| \| \| \| \| \| \| \| \| \| \| \| \| \| \| \| \| \| \| \| \| \| \| \| \| \| \| \| \| |                                    |  |  |  |  |  |  |  |  |  |  |  |                             |  |  |  |
| |                                    |  |  |  |  |  |  |  |  |  |  |  | 16. Jean II của Pháp (= 24) |  |  |  |
| |                                    |  |  |  |  |  |  |  |  |  |  |  |                             |  |  |  |
| |                                    |  |  |  |  |  |  |  |  |  |  |  |                             |  |  |  |
| |                                    |  |  |  |  |  |  |  |  |  |  |  |                             |  |  |  |
| | 8. Charles V của Pháp              |  |  |  |  |  |  |  |  |  |  |  |                             |  |  |  |
| |                                    |  |  |  |  |  |  |  |  |  |  |  |                             |  |  |  |
| |                                    |  |  |  |  |  |  |  |  |  |  |  |                             |  |  |  |
| |                                    |  |  |  |  |  |  |  |  |  |  |  |                             |  |  |  |
| | 17. Jutta của Bohemia (= 25)       |  |  |  |  |  |  |  |  |  |  |  |                             |  |  |  |
| |                                    |  |  |  |  |  |  |  |  |  |  |  |                             |  |  |  |
| |                                    |  |  |  |  |  |  |  |  |  |  |  |                             |  |  |  |
| |                                    |  |  |  |  |  |  |  |  |  |  |  |                             |  |  |  |
| | 4. Charles VI của Pháp             |  |  |  |  |  |  |  |  |  |  |  |                             |  |  |  |
| |                                    |  |  |  |  |  |  |  |  |  |  |  |                             |  |  |  |
| |                                    |  |  |  |  |  |  |  |  |  |  |  |                             |  |  |  |
| |                                    |  |  |  |  |  |  |  |  |  |  |  |                             |  |  |  |
| | 18. Pierre I xứ Bourbon            |  |  |  |  |  |  |  |  |  |  |  |                             |  |  |  |
| |                                    |  |  |  |  |  |  |  |  |  |  |  |                             |  |  |  |
| |                                    |  |  |  |  |  |  |  |  |  |  |  |                             |  |  |  |
| |                                    |  |  |  |  |  |  |  |  |  |  |  |                             |  |  |  |
| | 9. Jeanne xứ Bourbon               |  |  |  |  |  |  |  |  |  |  |  |                             |  |  |  |
| |                                    |  |  |  |  |  |  |  |  |  |  |  |                             |  |  |  |
| |                                    |  |  |  |  |  |  |  |  |  |  |  |                             |  |  |  |
| |                                    |  |  |  |  |  |  |  |  |  |  |  |                             |  |  |  |
| | 19. Isabelle xứ Valois             |  |  |  |  |  |  |  |  |  |  |  |                             |  |  |  |
| |                                    |  |  |  |  |  |  |  |  |  |  |  |                             |  |  |  |
| |                                    |  |  |  |  |  |  |  |  |  |  |  |                             |  |  |  |
| |                                    |  |  |  |  |  |  |  |  |  |  |  |                             |  |  |  |
| | 2. Charles VII của Pháp            |  |  |  |  |  |  |  |  |  |  |  |                             |  |  |  |
| |                                    |  |  |  |  |  |  |  |  |  |  |  |                             |  |  |  |
| |                                    |  |  |  |  |  |  |  |  |  |  |  |                             |  |  |  |
| |                                    |  |  |  |  |  |  |  |  |  |  |  |                             |  |  |  |
| | 20. Stephan II xứ Bayern           |  |  |  |  |  |  |  |  |  |  |  |                             |  |  |  |
| |                                    |  |  |  |  |  |  |  |  |  |  |  |                             |  |  |  |
| |                                    |  |  |  |  |  |  |  |  |  |  |  |                             |  |  |  |
| |                                    |  |  |  |  |  |  |  |  |  |  |  |                             |  |  |  |
| | 10. Stephan III xứ Bayern          |  |  |  |  |  |  |  |  |  |  |  |                             |  |  |  |
| |                                    |  |  |  |  |  |  |  |  |  |  |  |                             |  |  |  |
| |                                    |  |  |  |  |  |  |  |  |  |  |  |                             |  |  |  |
| |                                    |  |  |  |  |  |  |  |  |  |  |  |                             |  |  |  |
| | 21. Isabella của Sicilia           |  |  |  |  |  |  |  |  |  |  |  |                             |  |  |  |
| |                                    |  |  |  |  |  |  |  |  |  |  |  |                             |  |  |  |
| |                                    |  |  |  |  |  |  |  |  |  |  |  |                             |  |  |  |
| |                                    |  |  |  |  |  |  |  |  |  |  |  |                             |  |  |  |
| | 5. Elisabeth xứ Bayern-Ingolstadt  |  |  |  |  |  |  |  |  |  |  |  |                             |  |  |  |
| |                                    |  |  |  |  |  |  |  |  |  |  |  |                             |  |  |  |
| |                                    |  |  |  |  |  |  |  |  |  |  |  |                             |  |  |  |
| |                                    |  |  |  |  |  |  |  |  |  |  |  |                             |  |  |  |
| | 22. Bernabò Visconti               |  |  |  |  |  |  |  |  |  |  |  |                             |  |  |  |
| |                                    |  |  |  |  |  |  |  |  |  |  |  |                             |  |  |  |
| |                                    |  |  |  |  |  |  |  |  |  |  |  |                             |  |  |  |
| |                                    |  |  |  |  |  |  |  |  |  |  |  |                             |  |  |  |
| | 11. Taddea Visconti                |  |  |  |  |  |  |  |  |  |  |  |                             |  |  |  |
| |                                    |  |  |  |  |  |  |  |  |  |  |  |                             |  |  |  |
| |                                    |  |  |  |  |  |  |  |  |  |  |  |                             |  |  |  |
| |                                    |  |  |  |  |  |  |  |  |  |  |  |                             |  |  |  |
| | 23. Regina della Scala             |  |  |  |  |  |  |  |  |  |  |  |                             |  |  |  |
| |                                    |  |  |  |  |  |  |  |  |  |  |  |                             |  |  |  |
| |                                    |  |  |  |  |  |  |  |  |  |  |  |                             |  |  |  |
| |                                    |  |  |  |  |  |  |  |  |  |  |  |                             |  |  |  |
| | 1. Louis XI của Pháp               |  |  |  |  |  |  |  |  |  |  |  |                             |  |  |  |
| |                                    |  |  |  |  |  |  |  |  |  |  |  |                             |  |  |  |
| |                                    |  |  |  |  |  |  |  |  |  |  |  |                             |  |  |  |
| |                                    |  |  |  |  |  |  |  |  |  |  |  |                             |  |  |  |
| | 24. Jean II của Pháp (= 16)        |  |  |  |  |  |  |  |  |  |  |  |                             |  |  |  |
| |                                    |  |  |  |  |  |  |  |  |  |  |  |                             |  |  |  |
| |                                    |  |  |  |  |  |  |  |  |  |  |  |                             |  |  |  |
| |                                    |  |  |  |  |  |  |  |  |  |  |  |                             |  |  |  |
| | 12. Louis I xứ Anjou               |  |  |  |  |  |  |  |  |  |  |  |                             |  |  |  |
| |                                    |  |  |  |  |  |  |  |  |  |  |  |                             |  |  |  |
| |                                    |  |  |  |  |  |  |  |  |  |  |  |                             |  |  |  |
| |                                    |  |  |  |  |  |  |  |  |  |  |  |                             |  |  |  |
| | 25. Jutta của Bohemia (= 17)       |  |  |  |  |  |  |  |  |  |  |  |                             |  |  |  |
| |                                    |  |  |  |  |  |  |  |  |  |  |  |                             |  |  |  |
| |                                    |  |  |  |  |  |  |  |  |  |  |  |                             |  |  |  |
| |                                    |  |  |  |  |  |  |  |  |  |  |  |                             |  |  |  |
| | 6. Louis II xứ Anjou               |  |  |  |  |  |  |  |  |  |  |  |                             |  |  |  |
| |                                    |  |  |  |  |  |  |  |  |  |  |  |                             |  |  |  |
| |                                    |  |  |  |  |  |  |  |  |  |  |  |                             |  |  |  |
| |                                    |  |  |  |  |  |  |  |  |  |  |  |                             |  |  |  |
| | 26. Jeanne I xứ Bretagne           |  |  |  |  |  |  |  |  |  |  |  |                             |  |  |  |
| |                                    |  |  |  |  |  |  |  |  |  |  |  |                             |  |  |  |
| |                                    |  |  |  |  |  |  |  |  |  |  |  |                             |  |  |  |
| |                                    |  |  |  |  |  |  |  |  |  |  |  |                             |  |  |  |
| | 13. Marie xứ Bretagne và Châtillon |  |  |  |  |  |  |  |  |  |  |  |                             |  |  |  |
| |                                    |  |  |  |  |  |  |  |  |  |  |  |                             |  |  |  |
| |                                    |  |  |  |  |  |  |  |  |  |  |  |                             |  |  |  |
| |                                    |  |  |  |  |  |  |  |  |  |  |  |                             |  |  |  |
| | 27. Charles xứ Châtillon           |  |  |  |  |  |  |  |  |  |  |  |                             |  |  |  |
| |                                    |  |  |  |  |  |  |  |  |  |  |  |                             |  |  |  |
| |                                    |  |  |  |  |  |  |  |  |  |  |  |                             |  |  |  |
| |                                    |  |  |  |  |  |  |  |  |  |  |  |                             |  |  |  |
| | 3. Marie xứ Anjou                  |  |  |  |  |  |  |  |  |  |  |  |                             |  |  |  |
| |                                    |  |  |  |  |  |  |  |  |  |  |  |                             |  |  |  |
| |                                    |  |  |  |  |  |  |  |  |  |  |  |                             |  |  |  |
| |                                    |  |  |  |  |  |  |  |  |  |  |  |                             |  |  |  |
| | 28. Pero IV của Aragón             |  |  |  |  |  |  |  |  |  |  |  |                             |  |  |  |
| |                                    |  |  |  |  |  |  |  |  |  |  |  |                             |  |  |  |
| |                                    |  |  |  |  |  |  |  |  |  |  |  |                             |  |  |  |
| |                                    |  |  |  |  |  |  |  |  |  |  |  |                             |  |  |  |
| | 14. Chuan I của Aragón             |  |  |  |  |  |  |  |  |  |  |  |                             |  |  |  |
| |                                    |  |  |  |  |  |  |  |  |  |  |  |                             |  |  |  |
| |                                    |  |  |  |  |  |  |  |  |  |  |  |                             |  |  |  |
| |                                    |  |  |  |  |  |  |  |  |  |  |  |                             |  |  |  |
| | 29. Eleonora của Sicilia           |  |  |  |  |  |  |  |  |  |  |  |                             |  |  |  |
| |                                    |  |  |  |  |  |  |  |  |  |  |  |                             |  |  |  |
| |                                    |  |  |  |  |  |  |  |  |  |  |  |                             |  |  |  |
| |                                    |  |  |  |  |  |  |  |  |  |  |  |                             |  |  |  |
| | 7. Violant của Aragón              |  |  |  |  |  |  |  |  |  |  |  |                             |  |  |  |
| |                                    |  |  |  |  |  |  |  |  |  |  |  |                             |  |  |  |
| |                                    |  |  |  |  |  |  |  |  |  |  |  |                             |  |  |  |
| |                                    |  |  |  |  |  |  |  |  |  |  |  |                             |  |  |  |
| | 30. Robert I xứ Bar                |  |  |  |  |  |  |  |  |  |  |  |                             |  |  |  |
| |                                    |  |  |  |  |  |  |  |  |  |  |  |                             |  |  |  |
| |                                    |  |  |  |  |  |  |  |  |  |  |  |                             |  |  |  |
| |                                    |  |  |  |  |  |  |  |  |  |  |  |                             |  |  |  |
| | 15. Yolande xứ Bar                 |  |  |  |  |  |  |  |  |  |  |  |                             |  |  |  |
| |                                    |  |  |  |  |  |  |  |  |  |  |  |                             |  |  |  |
| |                                    |  |  |  |  |  |  |  |  |  |  |  |                             |  |  |  |
| |                                    |  |  |  |  |  |  |  |  |  |  |  |                             |  |  |  |
| | 31. Marie của Pháp                 |  |  |  |  |  |  |  |  |  |  |  |                             |  |  |  |
| |                                    |  |  |  |  |  |  |  |  |  |  |  |                             |  |  |  |
| |                                    |  |  |  |  |  |  |  |  |  |  |  |                             |  |  |  |